# Pamięć i tożsamość
Pamięć i tożsamość. Rozmowy na przełomie tysiącleci − ostatnia książka papieża Jana Pawła II, wydana 23 lutego 2005 roku, niedługo przed jego śmiercią. Jest to zbiór filozoficznych i historycznych refleksji, a także wspomnień papieża na takie tematy, jak demokracja, wolność i prawa człowieka, a także totalitaryzmy XX wieku. 
Książka została zainspirowana rozmowami papieża z 1993 roku w Castel Gandolfo z dwoma polskimi uczonymi: księdzem profesorem Józefem Tischnerem i profesorem Krzysztofem Michalskim.
W końcowej części książki znajdują się wspomnienia, dotyczące zamachu na życie papieża z 13 maja 1981 roku.
Poza Włochami książka ukazała się w ponad dwudziestu krajach. W Polsce Pamięć i tożsamość została wydana 14 marca 2005 roku przez Społeczny Instytut Wydawniczy Znak (Kraków, 2005, ISBN 83-240-0525-0).
W Polsce rozporządzeniem Ministra Edukacji Narodowej Romana Giertycha książka ta została umieszczona w kanonie lektur dla szkół ponadgimnazjalnych, później jednak została wycofana przez Katarzynę Hall.